# Cross Plains (Tennessee)
Cross Plains – miasto w Stanach Zjednoczonych, w stanie Tennessee, w hrabstwie Robertson.